# Hermonassa sinuata
Hermonassa sinuata là một loài bướm đêm trong họ Noctuidae.